# 468725 Khalat
468725 Khalat è un asteroide della fascia principale. Scoperto nel 2010, presenta un'orbita caratterizzata da un semiasse maggiore pari a 3,1074841 au e da un'eccentricità di 0,1714499, inclinata di 26,62775° rispetto all'eclittica.